# Dan Bailey
Dan Bailey (* 26. Januar 1988 in Oklahoma City, Oklahoma) ist ein ehemaliger US-amerikanischer American-Football-Spieler auf der Position des Kickers, der für die Minnesota Vikings und die Dallas Cowboys in der National Football League (NFL) spielte.

## College
Die University of Arkansas sagte Bailey zunächst ein Sportstipendium zu, zog das Angebot jedoch zurück, nachdem er sich in deren Team nicht als Starting Kicker durchsetzen konnte. Er verließ darauf die Universität und pausierte ein Jahr lang. In der folgenden Saison kam er an der Oklahoma State University unter und spielte von 2007 bis 2010 für deren Mannschaft, die Cowboys, College Football, wobei er bei 72 Versuchen 57 Field Goals und 199 Extrapunkte bei 201 Versuchen erzielte. 2010 wurde er als bester College-Kicker mit dem prestigeträchtigen Lou Groza Award ausgezeichnet.

## NFL
Trotz seiner guten Leistungen fand Bailey beim NFL Draft 2011 keine Berücksichtigung, wurde jedoch im Sommer von den Dallas Cowboys als Free Agent verpflichtet und konnte sich in der Vorbereitung gegen vier andere Kicker durchsetzen. Bereits in seiner Rookie-Saison machte er mit herausragenden Leistungen auf sich aufmerksam und konnte erste Franchise-Rekorde verzeichnen. Er erzielte 32 Fieldgoals bei 37 Versuchen und verwandelte alle 39 Extrapunktversuche.
Auch in den folgenden Saisons spielte er auf hohem Niveau und war ein sicherer Scorer für die Cowboys. Das Team band ihn daher längerfristig und man einigte sich 2014 auf einen Siebenjahresvertrag über 22,5 Millionen US-Dollar, bei garantierten 7,5 Millionen.
2015 wurde er von seinen Kollegen zum Mannschaftskapitän der Special Teams gewählt und erstmals in den Pro Bowl berufen.
Im Rahmen der finalen Kaderverkleinerung auf 53 Spieler vor Beginn der Regular Season 2018 wurde er entlassen.
Am 18. September 2018 wurde Bailey von den Minnesota Vikings als Ersatz für den tags zuvor entlassenen Kicker Daniel Carlson unter Vertrag genommen. Bailey war drei Jahre lang der Kicker der Vikings. Vor der Saison 2020 unterzeichnete er eine Vertragsverlängerung um drei Jahre über 10 Millionen Dollar in Minnesota. Nachdem er 2020 schwächer spielte und dabei im Spiel gegen die Tampa Bay Buccaneers bei vier Kicks viermal nicht traf, trennten sich die Vikings nach der Saison von Bailey.